# Peter Sinclair (fils)
Pour les articles homonymes, voir Peter Sinclair et Sinclair.
Peter Sinclair (13 novembre 1887-8 mars 1938) est un homme politique canadien de l'Île-du-Prince-Édouard. Il est député fédéral libéral de la circonscription prince-édouardienne de Queen's de 1935 jusqu'à son décès en 1938.
Il est également député provincial libéral la circonscription de 1er Queens de 1927 à 1931.

## Biographie
Né à Summerfield sur l'Île-du-Prince-Édouard, Sinclair étudie à Springfield et travaille comme agriculteur près de Charlottetown.

## Famille
Son père, Peter Sinclair, et son frère, John Ewen Sinclair, servent également comme député fédéral de Queen's.